# اليكساندر باربير
اليكساندر باربير (7 يوليو 1979 في فرنسا - ) (بالفرنسية: Alexandre Barbier)‏ هو لاعب كرة قدم فرنسي في مركز الدفاع. لعب مع ستاد ريمس ونادي كريتيل ولوسيتانيوس سان مور ‏.

## وصلات خارجية
- اليكساندر باربير على موقع قاعدة بيانات كرة القدم.إي يو (الإنجليزية)
- اليكساندر باربير على موقع ليكيب (الفرنسية)